# Staré Bříště
Staré Bříště település Csehországban, a Pelhřimovi járásban. Staré Bříště Humpolec, Komorovice, Mladé Bříště, Bystrá, Mysletín és Ústí településekkel határos. Lakosainak száma 82 fő (2024. január 1.).

## Népesség
A település lakosságának változását az alábbi diagram mutatja:
| Lakosok száma | 349  | 290  | 265  | 140  | 64   | 53   | 59   | 70   | 72   | 82   |
|               | 1869 | 1900 | 1921 | 1961 | 1980 | 2011 | 2016 | 2019 | 2021 | 2024 |